# دينيس هال
دينيس هال هو لاعب هوكي الجليد كندي، ولد في 19 نوفمبر 1944 في بيلفي في كندا.

## وصلات خارجية
- دينيس هال على موقع دوري الهوكي الوطني (الإنجليزية)
- دينيس هال على موقع EliteProspects.com (الإنجليزية)
- دينيس هال على موقع HockeyDB.com (الإنجليزية)
- دينيس هال على موقع Hockey-Reference.com (الإنجليزية)
- دينيس هال على موقع قاعة كندا للمشاهير الرياضية (الإنجليزية)